# Foga
Foga è il secondo album in studio del rapper italiano Enigma, pubblicato il 1º aprile 2014 dalla Machete Empire Records.

## Tracce
1. Foga – 2:35
2. Il rumore dell'umore – 3:17
3. Rabbia Random (feat. Fratelli Quintale) – 3:24
4. May Day – 3:06
5. Pleiadi (feat. Anagogia) – 2:36
6. Flussi d'incoscienza – 2:44
7. Ode (feat. Jack the Smoker & Gabriele Deriu) – 3:24
8. Jumperz (feat. El Raton & Nitro) – 3:29
9. Radio Riot (feat. Tkè) – 3:11
10. Straordinario Gentleman (feat. Nerone & DJ Slait) – 2:51
11. Mesopotamia – 2:03
12. Giù-da me (feat. DJ Slait & DJ Breeda) – 3:11
13. John Nash (feat. Manuela Manca) – 3:19

## Formazione
Musicisti
- Enigma – rapping, voce
- Fratelli Quintale – voci aggiuntive (traccia 3)
- Anagogia – voce aggiuntiva (traccia 5)
- Jack the Smoker – voce aggiuntiva (traccia 7)
- Gabriele Deriu – scratch (traccia 7)
- El Raton – voce aggiuntiva (traccia 8)
- Nitro – voce aggiuntiva (traccia 8)
- Tkè – voce aggiuntiva (traccia 9)
- Nerone – voce aggiuntiva (traccia 10)
- DJ Slait – scratch (tracce 10 e 12)
- DJ Breeda – scratch (traccia 12)
- Manuela Manca – voce aggiuntiva (traccia 13)

Produzione
- Vox P – produzione (traccia 1)
- Ergobeat – produzione (tracce 2, 9 e 11)
- Bassi Maestro – produzione (traccia 3)
- Salmo – produzione (traccia 4)
- Kiquè Velasquez – produzione (traccia 5)
- Strage – produzione (traccia 6)
- Ros – produzione (traccia 7)
- Prestige – produzione (traccia 8)
- Dimoz – produzione (traccia 10)
- Bosca – produzione (traccia 12)
- The Ceasars – produzione (traccia 13)

## Classifiche
| Classifica (2014) | Posizione massima |
| ----------------- | ----------------- |
| Italia            | 4                 |